# Luis de la Fuente
Luis de la Fuente Castillo (Haro, La Rioja, Španjolska, 21. lipnja 1961.) španjolski je nogometni trener i bivši nogometaš koji je igrao na poziciji lijevog beka. Izbornik je španjolske nogometne reprezentacije.

## Klupska karijera
Pridružio se Athletic Bilbau s petnaest godina, nakon što ga je otkrio Agustín Gaínza. Njegov otac, podrijetlom iz Bilbaoa, bio je član kluba i redovito je išao s Luisom gledati utakmice. Poslan je na nekoliko godina u pričuvnu momčad, Bilbao Athletic, u Segunda División B. U sezoni 1980./81. izmjenjivao se između rezervne i prve momčadi, a 8. ožujka 1981. debitirao je na utakmici Valencia – Athletic Bilbao (0:0).
Sljedećih godina postao je standarni igrač obrane „rojiblancosa”, upisao je 146 ligaških nastupa u sedam sezona i osvojio dva naslova prvaka, Kup kralja i španjolski superkup. Godine 1987. prelazi u Sevillu, s kojom je odigrao četiri prvenstva u kojima je upisao još 86 nastupa u La Ligi, da bi se u ljeto 1991. vratio u Athletic Bilbao. Godine 1993. prelazi u Alavés, gdje završava igračku karijeru.

## Trenerska karijera
Godine 2005. vratio se u Athletic Bilbao i postao je trener mladih momčadi. Godinu dana kasnije promoviran je u trenera prve momčadi, gdje je ostao do sljedeće godine, kada je dobio ulogu delegata prve momčadi. U sezoni 2009./10. vratio se na čelo Athletic Bilbaoa. U prvom dijelu sezone 2011./12. vodio je Alavés, prije nego što je napustio mjesto trenera 16. listopada 2011. (3 pobjede, 4 remija i 2 poraza).
Godine 2013. pridružio se Španjolskom nogometnom savezu kao trener nižih kategorija. Dana 19. srpnja 2015. vodio je Španjolsku do 19 godina na Europskom prvenstvu. Dana 30. lipnja 2018. vodio je Španjolsku do 18 godina do osvajanja zlatne medalje na Mediteranskim igrama u Tarragoni. Zamijenio je Alberta Celadesa na mjestu izbornika španjolske reprezentacije do 21 godine 24. srpnja 2018. U 2019. vodio je momčad do pobjede na Europskom prvenstvu. Godine 2021., predvodeći olimpijsku reprezentaciju, osvojio je srebrnu medalju na Olimpijskim igrama u Tokiju.
Dana 8. prosinca 2022., nakon eliminacije Španjolske u osmini finala Svjetskog prvenstva 2022. protiv Maroka i smjene Luisa Enriquea, imenovan je izbornikom seniorske reprezentacije. U lipnju 2023. vodio je momčad do pobjede u UEFA Ligi nacija nakon finala s Hrvatskom. Plasirao se s reprezentacijom na Europsko prvenstvo u Njemačkoj 2024.